# Чернецкий, Лев Исаакович

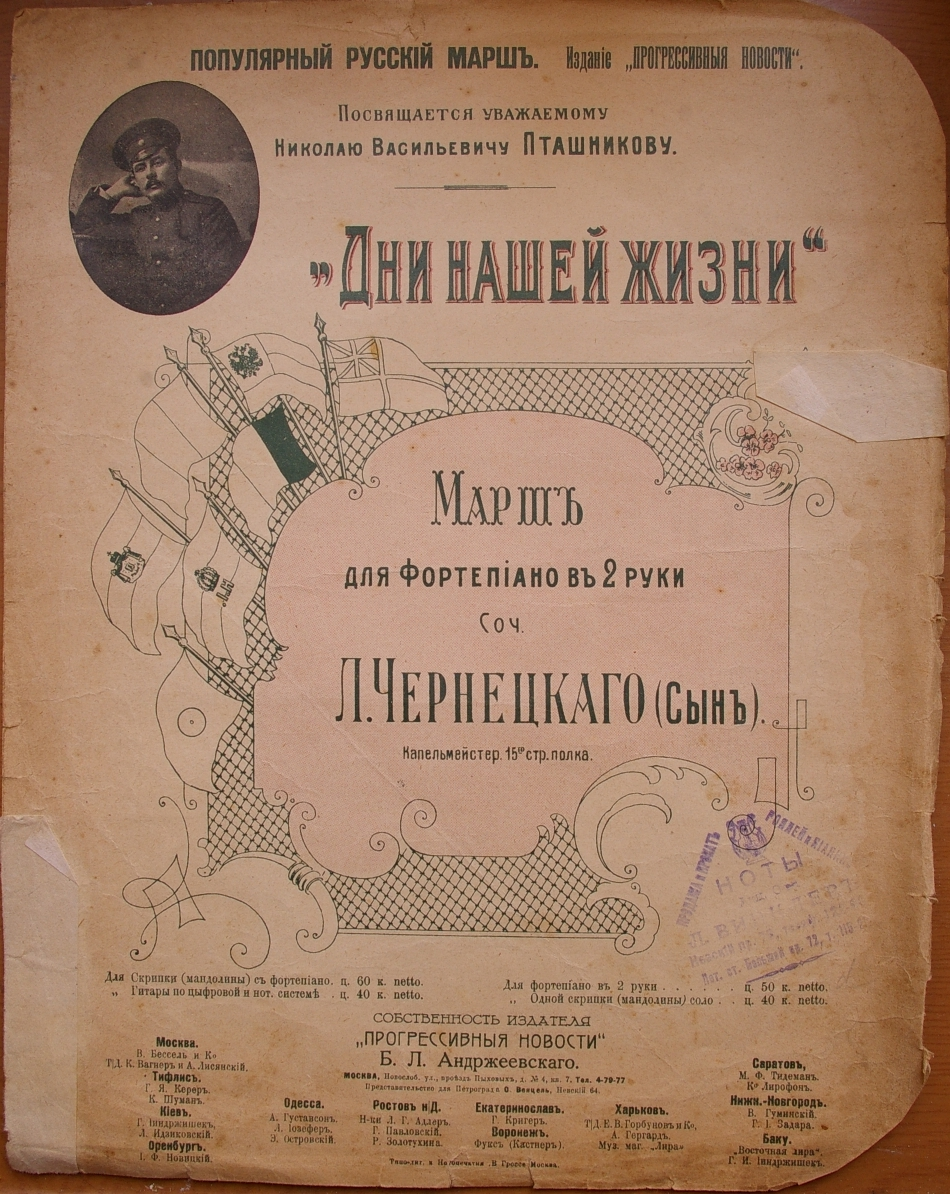
Обложка первого издания марша «Дни нашей жизни» (1910)

Лев Исаакович Чернецкий (21 августа 1875, Ананьев, Херсонская губерния — 1945) — военный капельмейстер 8-го Донского казачьего полка (1906) и 15-го стрелкового Его Величества короля Черногорского Николая I полка (1910), дирижёр Оркестра русских военных инвалидов, композитор. Потомственный почётный гражданин.

## Биография
На грампластинках и в нотных изданиях обыкновенно указывался как «Л. Чернецкий (сын)». Его отец, Исаак Исаевич Чернецкий (12 апреля 1852, Ананьев, Херсонская губерния — 15 декабря 1908, Кишинёв, Бессарабская губерния), был автором маршей «Голубая даль» и «Старинный марш». Мать — Лея (Елизавета) Исааковна Чернецкая, братья Нухим (2 августа 1873, Кишинёв) и Хаим (12 ноября 1877, Кишинёв), младшая сестра — Анна (8 февраля 1882). Дядя (младший брат отца) — композитор С. А. Чернецкий, под управлением которого Духовой оркестр Военного министерства СССР записал некоторые произведения Л. И. Чернецкого, в том числе вальс «В любви счастье» (В любви только счастье) и танец «Венгерка», а также вальс «Голубая даль» Исаака Чернецкого (1944).
С двенадцати лет рос в Кишинёве, где его отец с 1887 года служил капельмейстером 24-го Лубенского драгунского (впоследствии гусарского) полка и играл на альте в квартете кишинёвского отделения Русского музыкального общества (1899). В 1903 году «начальник музыкантской команды» И. Чернецкий стал одним из организаторов самообороны во время еврейского погрома в Кишинёве.
Окончил музыкальное училище Общества изящных искусств при Императорском русском музыкальном обществе в Одессе. Баритонист. С 1903 года капельмейстер 57-го Модлинского пехотного полка в Одессе. В 1906—1910 годах — капельмейстер 8-го Донского казачьего генерала Иловайского полка, с 1910 года — 15-го стрелкового Его Величества короля Черногорского Николая I полка. Коллежский регистратор. Жил в Одессе на Большой Арнаутской улице, дом 14.
Оркестр дислоцированного в Одессе 15-го стрелкового Его Величества короля черногорского полка под управлением Л. И. Чернецкого записал несколько грампластинок (1912). В 1910-е годы мелодия марша Чернецкого «Дни нашей жизни» послужила основой для популярной песенки «По улице ходила большая крокодила…». В 1917 году на музыку марша была написана популярная французская песня «Титина», которую Чарли Чаплин отобрал для фильма «Новые времена», вышедшего на экраны в 1936 году.
Последним местом службы в качестве капельмейстера в 1918 году был 14-й стрелковый фельдмаршала Гурко полк. Эмигрировал с семьёй во Францию.
Ряд грамзаписей был выполнен в 1930-е годы Оркестром русских военных инвалидов под управлением Л. И. Чернецкого (Orchestre Militaire des Invalides Russes Mutilés de Guerre), организованным им в 1930 году в Париже.. С 1926 года вёл класс ансамбля духовых инструментов в Русской консерватории в Париже.

## Семья
- Дядя — Лейб Исаевич Чернецкий (1 февраля 1866 — ?), с 1 сентября 1892 года капельмейстер 16-го стрелкового Его Величества Императора Александра III полка (в 1893—1894 годах вызывавшегося в Ливадию), в 1905 году в составе полка принял участие в боевых действиях под Мукденом, руководил оркестром и работал на перевязочных пунктах (награждён серебряной медалью на Георгиевской ленте с надписью «За храбрость»).
- Дядя — капельмейстер Селенгинского 41-го пехотного полка и композитор Абрам Шахнович Рейдерман, автор вальсов «Осенние мечты», «Белые розы», «На заре», «Зацелуй меня до смерти», «Сны жизни», «К счастью», «Открытие бала», «Без любви», маршa для духового оркестра «Варяг», попурри «Гай-да тройка»[20].
- Двоюродные сёстры — музыкальные педагоги и концертирующие пианистки Эсфирь Александровна (Эстер Шаевна) Чернецкая (в замужестве Гешелина; 1890—1922) и Вера Исаевна (Дора Шаевна) Чернецкая (1884—?, в замужестве Меерович)[21].
- Двоюродный брат — Александр Львович (Лейбович) Чернецкий (1895 — не ранее 1947), был типографом и издателем, принимал участие в выпуске эмигрантских периодических изданий, в том числе газет «Вечернее время», «Возрождение», «Дни», «Последние новости», журналов «Звено», «Современные записки»; сотрудник редакции газеты «Русские новости»[22].
- Жена (с 14 марта 1904 года) — Эстер (Эсфирь) Чернецкая (в девичестве Ройтбарг, 1882—?), дочь могилёв-подольского мещанина[23]. Дочь Вера (1904—?)[24], сын Александр (1905—?)[2].

## Галерея
- Фотопортрет И. И. Чернецкого

## Произведения
- «В любви только счастье», вальс (op. 2)
- «В уединении» (Un solitude), вальс (op. 3)
- «Проказы амура», вальс (op. 4)
- «Привет Ялте», вальс («Привет Евпатории», op. 5)
- «Сновидение» (Un songe), вальс (op. 6)
- «Флирт», вальс (op. 15)
- «Пожалей ты меня», вальс (op. 33)
- «Грёзы счастья», вальс (Мечта о счастье, op. 44)
- «Весенний сон», вальс (op. 54)
- «Последняя надежда», вальс (op. 55)
- «Морской король», марш (op. 56)
- «Увядшие розы» (любимый цыганский романс, op. 57)
- «Долой печаль, долой тоска» (марш). СПб: Музыкальное издательство «Октава», 1904.
- «Дни нашей жизни» (марш). Одесса: Прогрессивные новости, 1910. С посвящением Николаю Васильевичу Пташникову.[25][26]
- «Юнаки» (марш). Одесса: Типолитография Эдуарда Островского, 1909. С посвящением «братьям болгарам в память пребывания в Одессе».
- «Венгерка» (бальный танец)[27]
- «Последняя рублёвка»
- «Весёлые ночи в Шантане» (на мотивы новых любимых шансонеток)[28]
- «Одесская выставка» (марш). Одесса: Нотный магазин А. Иозефера, 1910. С посвящением купцу 1-й гильдии Самуилу Ароновичу Кальфе (?—1919, расстрелян).[29]
- «Железный стрелок» (марш)
- «Ключи счастья» (вальс)
- «Любовь всё» (вальс)
- «Мазурка» (бальный танец)
- «За Отчизну» (марш). С посвящением Ивану Васильевичу Пташникову.[30] Одесса: Издательство нотного магазина Э. Островского.
- «Скейтинг-ринг» (марш). Симферополь: Нотное издательство Я. И. Богорада.
- «Банх-танец» (еврейский cake-walk)
- «Стрелок», полька
- «Ночка в „Северной“» (попурри из новейших романсов и шансонеток). Одесса: Издательство нотного магазина Антона Густавсона на Дерибасовской, 20. С посвящением Александру Сирагановичу Асвадурову.
- «Потешные», марш;
- «Тоска», вальс

## Также
- Рейдерман А. Зацелуй меня до смерти: вальс для фортепиано. Киев—Варшава: Леон Идзиковский, 1917. На обороте: Любимыя сочинения Л. Чернецкаго (сына).